# Slayers Online
 (juin 2010).
Slayers Online (abrégé en SO) est un jeu de rôle en ligne massivement multijoueur amateur en deux dimensions développé par Frostfall. Entièrement en français et gratuit, il est disponible pour les plates-formes Windows, Linux et à ses débuts Macintosh. Le scénario prend place dans un univers médiéval-fantastique.

## Présentation
Au début du jeu, trois classes sont disponibles (la différence des classes réside dans le nom) : voleur (compétences axées sur la dextérité), barbare (compétences axées sur la force), guerrier (compromis entre les deux classes, stats équilibrées). Le choix de la classe peut influencer le style de jeu et l'accès à certaines armes. Après une courte cinématique introduisant le background général du personnage, le joueur évoluera dans le monde de Vesperae au travers de différentes rencontres et quêtes. 
Au fur et à mesure de son avancement dans le jeu, le joueur découvrira différentes quêtes, plus ou moins importantes, et plus ou moins éloignées de la quête principale.
Se mêlent à cela les longues heures d'expérience (méthode où l'on tue les monstres afin de gagner des niveaux, et d'augmenter les attributs de ses personnages), les divers évènements organisés par les joueurs, les duels entre amis et bien d'autres activités distrayantes. Le niveau maximum est actuellement de 80.
Le jeu était fermé et ce depuis le 22 juin 2010 au soir, jusqu'au 1er septembre 2010, date de réouverture.

## Développement et graphismes
Développé par une équipe comprenant moins d'une dizaine de personnes, la partie programmation a été faite par l'initiateur et directeur du projet, Frostfall. Contrairement à ce que l'on pourrait croire  ce jeu n'a pas été créé grâce au logiciel RPG Maker. Il a été programmé en Delphi, en utilisant la bibliothèque logicielle graphique SDL. Certains graphismes ont été retravaillés à partir de graphismes provenant de RPG Maker 2000 et de Gaming ground zero. 
Bien que jouable, il est en continuelle évolution, les joueurs peuvent ainsi intégrer l'équipe de développement, que ce soit pour les graphismes des personnages (skin) ou bien pour la conception de nouvelles quêtes grâce à un éditeur prévu à cet effet.
Les graphismes en 2D du jeu sont Old School, ce qui rend son développement plus facile et permet aussi aux joueurs qui le souhaitent de s'y impliquer (et ce même avec des connaissances limitées dans ce domaine).
Une équipe de modération occasionnellement renouvelée tente de veiller à ce que la bonne ambiance règne sur le jeu, en effet ils sont assez présents et ont un contact direct avec les joueurs. L'interaction est donc importante, ce qui permet une amélioration plus effective et au profit des joueurs eux-mêmes.
Un reset du jeu est annoncé pour fin 2014 afin de tenter de relancer le jeu et de le rendre plus attractif. Le 15 février 2015, Azamung annonce qu'il abandonne le projet de relance à la suite des problèmes de modification du codde source trop obsolète, mais aussi qu'il compte créer un jeu similaire à Slayers Online, en utilisant un background identique. Ce nouveau projet est intitulé : « Projet Renaissance ».
En février 2017, le développement de contenu reprend et en mars 2017 l'équipe de conception réalise le reset du jeu annoncé auparavant à la fin de 2014.
Le manque de perspective de modification profonde du code source de Slayers Online a incité plusieurs développeurs à s'orienter vers des forks : Shinkekai Online, Kill Online, Renaissance et SlayersWorld[réf. nécessaire].
Le 13 septembre 2022, l'équipe du jeu annonce le projet Slayers Online Reborn, un nouveau reset du jeu dans le but d'attirer un nouveau public. Ce projet a notamment pour objet de recréer le jeu sur un nouveau moteur de jeu et de permettre sa distribution sur la plateforme Steam courant le second semestre 2022, puis sur Android. L'équipe du jeu annonce dans le même temps créer une association à but non-lucratif pour faciliter le financement du jeu à travers des dons.

## Système de jeu
Slayers Online, un action-RPG online, place le joueur dans un univers médiéval-fantastique. 
S'ajoute aux nombreuses quêtes la possibilité de faire des duels entre joueurs grâce à de nombreuses arènes (il existe également des arènes de niveaux pour que les joueurs ayant un niveau bas ne soient pas défavorisés) et d'y organiser des tournois. Il est possible d'y organiser d'autres évènements tels que des pièces de théâtre, des énigmes, etc. Ce sont les joueurs eux-mêmes qui assurent l'animation du jeu tout au long de l'année. L'équipe de développement crée tout de même quelques évènements tous les ans, ce qui crée une émulation au sein de la communauté. Les joueurs ont la possibilité de se regrouper dans des guildes pour partager un but commun, avoir une maison de guilde (qui pourra être créée grâce à l'éditeur disponible sur le site), s'entraider, etc. Les joueurs peuvent également apporter leur contribution en créant eux-mêmes des quêtes secondaires supervisées par une équipe compétente dans le maniement de l'éditeur (corrections, vérifications). Les dessinateurs peuvent envoyer des artwork en rapport avec le jeu.  Les joueurs d'une même guilde ne peuvent se tuer, sauf en arène (mais les joueurs ont tendance à naturellement favoriser leur guilde et tuer les joueurs seuls ou de guildes adverses). Les tueurs de joueurs (PK) sont autorisés (ils sont appelés « player killer »). Un classement des meilleurs joueurs au niveau de l'or et de la réputation (gagnée en arène) est visible sur le site du jeu, ainsi qu'un classement des meilleures guildes (or et réputation). Il est possible de se marier gratuitement dans le jeu. Le divorce existe aussi, mais il coûte 20 000 pièces d'or. On peut jouer également en Role Play et pouvoir ainsi se plonger pleinement dans la création d'un personnage qui suivra le cours de sa propre vie, et pourra créer son histoire au fur et à mesure.
Le plus grand intérêt de ce MMORPG est son aspect communautaire. La facilité de discussion se fait bien ressentir. En effet alors que sur d'autres MMORPG les dialogues peuvent être suivis sur une case qui se situerait sur une partie de l'écran, dans celui-ci les dialogues s'affichent directement au-dessus de la personne. 

## Personnalisation
Le joueur a la possibilité de changer l'habillage de son interface graphique ainsi que l'apparence de son personnage en utilisant des skins (en utilisant la commande "/skin LeNomDuSkin.png" directement en jeu).
Il existe deux types de skins : les skins privées qui sont la propriété de leur créateur et les skins publiques qui sont libres (utilisables par n'importe quel joueur). Les skins sont très nombreuses (plus de 3000 chipsets dont ~800 de skins libres) et variées, ce qui permet aux joueurs de se différencier facilement. À noter que n'importe quel joueur peut créer une skin lui-même et la rendre public ou non (en respectant les règles d'acceptation des skins émises par le développeur du jeu).
Il existe, en plus des skins, une personnalisation au niveau des sons du jeu (par exemple le son d'attaque) ainsi que la possibilité de modifier pratiquement entièrement l'interface de jeu (couleur des fonds, police d'écriture, barre d'expérience...).